# Heteropygoplus
Heteropygoplus is een geslacht van hooiwagens uit de familie Assamiidae.
De wetenschappelijke naam Heteropygoplus is voor het eerst geldig gepubliceerd door Roewer in 1923. 

## Soorten
Heteropygoplus is monotypisch en omvat slechts de volgende soort:
- Heteropygoplus sublaevis